# フィリップ・シデナム (第3代準男爵)

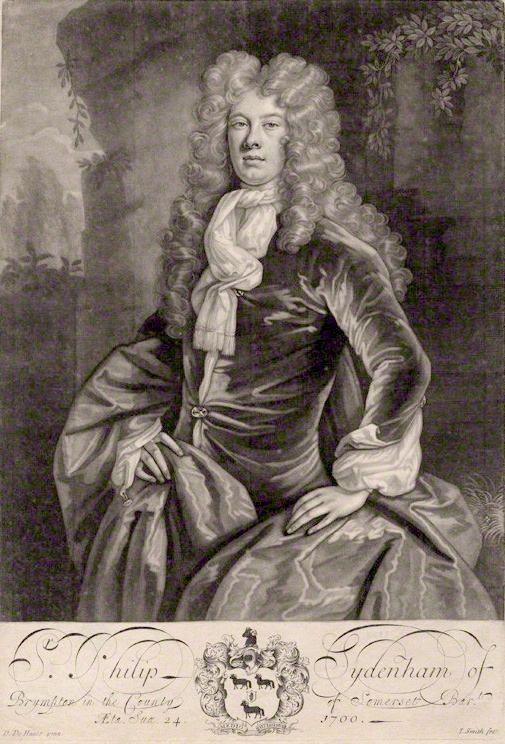
ジョン・スミスによるメゾチント、1700年。

第3代準男爵サー・フィリップ・シデナム（英語: Sir Philip Sydenham, 3rd Baronet FRS、1676年ごろ – 1739年10月10日）は、イングランド王国の政治家、愛書家。1701年から1705年までイングランド庶民院議員を務めた。晩年は浪費により借金が重なり、領地や蔵書を売却した上で1720年末より流浪生活を過ごした。

## 生涯
第2代準男爵サー・ジョン・シデナムと2人目の妻メアリー・ハーバート（Mary Herbert、1650年5月7日洗礼 – 1686年、第5代ペンブルック伯爵フィリップ・ハーバートの娘）の次男（長男は父に先立って死去）として、1676年ごろに生まれた。1690年ごろから1695年までイートン・カレッジで教育を受けた後、1695年5月6日にケンブリッジ大学セント・キャサリンズ・カレッジに入学、1696年にM.A.の学位を修得した。同年に父が死去すると、準男爵位を継承した。
父と違ってトーリー党に所属したため、1701年1月イングランド総選挙で第4代ポーレット男爵ジョン・ポーレット（シデナムの父の1人目の妻の親族にあたる）の支持を受けてイルチェスター選挙区で当選、同年11月の総選挙でサマセット選挙区に鞍替えして無投票で再選した。1702年イングランド総選挙でも再選したが、このときにはサマセットにおけるトーリー党の分裂が明らかになり、また1702年の総選挙以降にシデナムが投票した記録はなかった。1705年イングランド総選挙に出馬せず、議員を退任した。
愛書家であり、1700年11月30日に王立協会フェローに選出された。また、父から継承した遺産を浪費して使い尽くし、さらに多額の借金を抱えるに至ったため、1723年/1724年には邸宅のあるブリンプトンを遠戚ハンフリー・シデナムに売却した。このときは引き続き邸宅に住むことをハンフリーから許可されたが、1720年代末には蔵書すらも売却して流浪生活を過ごしはじめ、親しい友人だった好古家トマス・ハーンとの連絡も断った。ただし、ハーンのほうはシデナムを忘れておらず、1735年にはシデナムがハートフォードシャーにある小さな村で貧しい生活を過ごしていると聞き及んでいる。
1739年10月10日に生涯未婚のままラッド・レーンにあるスワン・ウィズ・ツー・ネックスというインで病死、25日にバーンズで埋葬された。後継者がおらず、準男爵位は廃絶した。